# Krødsherad
Krødsherad è un comune norvegese della contea di Buskerud.